# Ufficio di bilancio del Congresso
L'ufficio di bilancio del Congresso (in inglese: Congressional Budget Office spesso citato con la sigla CBO) è un'agenzia federale statunitense incaricata di fornire dati economici al Congresso a supporto della formulazione delle proposte legislative, a partire dal processo di redazione del bilancio federale.
L'ufficio è rigorosamente apartitico; conduce un'analisi obiettiva e imparziale; e assume i propri dipendenti esclusivamente sulla base della competenza professionale senza riguardo all'appartenenza politica. L'ufficio non formula raccomandazioni politiche e ogni rapporto e stima prodotta riassume la metodologia adottata per condurre l'analisi.
Per quanto riguarda le previsioni del Congresso degli Stati Uniti sulla spesa del bilancio federale degli Stati Uniti, l'ufficio svolge un ruolo simile al Joint Committee on Taxation (che stima le entrate del Congresso) e al Dipartimento del Tesoro degli Stati Uniti (che stima le entrate del governo degli Stati Uniti). Ciò include proiezioni sull'effetto sul debito nazionale e stime dei costi per la legislazione.

## Funzioni
L'agenzia è stata istituita nel 1974.
Compito principale dell'agenzia è quello esaminare e fornire stime sulle uscite previste nell'ambito del processo di redazione del bilancio federale. 
Fornisce inoltre analisi e stime riguardanti le uscite derivanti da nuove proposte di legge.